# Semiramis
Semiramis är det grekiska namnet på en drottning, känd genom den assyriska, eller kanske snarare den mediska, forntidssagan. 
Semiramis var dotter till fruktbarhetsgudinnan Derketo (Atargatis). Hon skall efter sin gemål Ninos död ha fört regeringen för sin omyndige son Ninyas och därunder utsträckt sitt välde till hela västra Asien och Indien, grundat städer och anlagt berömda byggnadsverk, bland annat ” Babylons hängande trädgårdar", ett av världens sju underverk.
Den historiska person som ligger till grund för sagans Semiramis torde vara en berömd drottning Sammu-ramat , som var gift med konung Samsi-Adad V av Assyrien och regent för sin omyndige son Adadnirari III:s första regeringstid (han regerade 811-783 f.Kr.).
Semiramis återfinns i flera litterära verk, bland annat i Dantes  Den gudomliga komedin, och vidare i Pietro Metastasios libretto Semiramide 1727, som använts i cirka 40 operor av bland annat Antonio Vivaldi, Christoph Willibald Gluck och Giacomo Meyerbeer. Voltaire skrev en tragedi, Sémiramis som utgjorde underlag för operan Semiramide av Gioacchino Rossini.